# マシニスト
『マシニスト』（原題: The Machinist）は、2004年のスペイン・アメリカ合衆国のサイコスリラー映画。監督はブラッド・アンダーソン、出演はクリスチャン・ベールとジェニファー・ジェイソン・リーなど。重度の不眠症で痩せ衰えた男が周囲で起きた奇妙な事件を何者かの陰謀と疑うようになっていく姿を描いている。

## ストーリー
機械工のトレバーは、原因不明の不眠症で1年もの間眠っていなかった。痩せ衰えた彼は、それでも毎日仕事に出かけ、娼婦のスティーヴィーの元に行き、深夜に空港に出かけウェイトレスのマリアと雑談をするのだった。
ある日トレバーは溶接工のアイバンに気をとられ、事故をおこして同僚に大怪我を負わせてしまう。アイバンに気をとられたからとトレバーは釈明するが、工場長らは「工場にはそんな人物はいない」と言う。同じくして、自宅の冷蔵庫に何者かが不可解なメッセージを残すようになる。誰かが自分を陥れようとしていると思い込んだトレバーは、次第に精神的に不安定になってゆく。

## キャスト
トレバー・レズニック
演 - クリスチャン・ベール、日本語吹替 - 小山力也
不眠症で1年間眠れず、体が痩せ細ってしまった機械工の男。
スティービー
演 - ジェニファー・ジェイソン・リー、日本語吹替 - 日野由利加
トレバーの馴染みの娼婦。
マリア
演 - アイタナ・サンチェス＝ギヨン、日本語吹替 - 山像かおり
トレバーが通う空港のカフェで働いている夜勤のウェイトレス。
アイバン
演 - ジョン・シャリアン、日本語吹替 - 玄田哲章
「溶接工のレイノルズが逮捕され、その代わりに入った」と自称し、トレバーの前に度々現れる謎の男。
ミラー
演 - マイケル・アイアンサイド、日本語吹替 - 菅生隆之
トレバーの同僚。機械の調整中、トレバーの不注意による事故で片腕を失う。
ジャクソン
演 - ラリー・ギリアード・Jr、日本語吹替 - 青山穣
トレバーの同僚。
ジョーンズ
演 - レグ・E・キャシー、日本語吹替 - 水野龍司
トレバーの同僚。
シュライク夫人
演 - アンナ・マッセイ
トレバーが住んでいるアパートの大家。
ニコラス
演 - マシュー・ロメロ
マリアの息子。
ファーマン監督官
演 - ロバート・ロング
ロジャーズ検査員
演 - コリン・スティントン
タッカー
演 - クレイグ・スティーヴンソン
工場の主任。

## 製作
主人公の名前「トレバー・レズニック」はナイン・インチ・ネイルズのトレント・レズナーから取られており、脚本の初稿にはナイン・インチ・ネイルズの歌詞が使われていた。

### 役づくり
1年間眠っていない主人公を演じるため、クリスチャン・ベールは30キロ近く体重を落とし、まるで骸骨のようになり話題になった。本作の撮影終了後、『バットマン ビギンズ』のオーディションのため、半年間で45キロも体重を増やした。
クリスチャン・ベールは、身長183cm、体重85キロの体型から、毎日りんご1個とツナ缶のみで過ごし、55キロまで体重を落とした。ベールは45キロまで落とそうとしたが、彼の健康を憂慮した周りによって止められたという。

### 撮影
舞台はロサンゼルスであるが、撮影はスペインのバルセロナで行われた。製作陣もスペイン映画界の人物で固められている。

## 作品の評価
Rotten Tomatoesによれば、批評家の一致した見解は「不眠症の工場労働者を描いたブラッド・アンダーソンのダークなサイコスリラーはクリスチャン・ベールの驚くほど献身的な演技によって高められている。」であり、143件の評論のうち高評価は77%にあたる110件で、平均点は10点満点中6.7点となっている。
Metacriticによれば、32件の評論のうち、高評価は20件、賛否混在は10件、低評価は2件で、平均点は100点満点中61点となっている。